# Piove (Alex Britti)
Piove è un brano musicale del cantautore italiano Alex Britti, pubblicato nel 2009 come primo singolo dell'album .23.

## Descrizione
Scritta ed arrangiata dallo stesso Britti, è stata resa disponibile per il download digitale e per l'airplay radiofonico a partire dal 25 settembre 2009, anticipando di un mese l'uscita dell'album .23, pubblicato il 6 novembre.
Sabato 8 novembre 2009 durante un passaggio radiofonico del brano, nel corso della trasmissione di Radio Deejay La bomba, la conduttrice Luciana Littizzetto aveva ironicamente criticato i versi del brano "adesso come prima/sto nella mia cucina/che mi preparo un pesce", giudicandoli poco poetici rispetto al resto del testo. La settimana successiva, il brano è stato modificato dallo stesso Britti, sostituendo "mi preparo un pesce" con "mi preparo una gallina", accogliendo una proposta fatta della Littizzetto la settimana precedente.

## Video musicale
Il videoclip prodotto per Piove è stato diretto dal regista Stefano Bertelli e distribuito in contemporanea alla pubblicazione del singolo. Il video mostra sequenze di Britti, vestito di bianco, che interpreta il brano in una abitazione dagli interni dello stesso colore, alternativamente ad immagini del cantante in riva al mare. Vengono intervallate sequenze che invece vedono protagonista Francesca Fioretti, e girate nei ghiacciai della Svizzera tedesca.

## Tracce
Download Digitale
1. Piove - 2:58